# Memphisi nemzetközi repülőtér
A Memphisi nemzetközi repülőtér (IATA: MEM, ICAO: KMEM) az Amerikai Egyesült Államok egyik nemzetközi repülőtere, amely Memphis közelében található. Éves utasforgalma 4 355 206 fő (2022).
Teherforgalma alapján 2023-ban a világ 2. legnagyobb teherforgalmú repülőtere volt.

## Futópályák
A repülőtér futópályái:
- 09/27 (8946 ft, 150 ft, beton)
- 18C/36C (11 120 ft, 150 ft, beton)
- 18L/36R (9000 ft, 150 ft, beton)
- 18R/36L (9320 ft, 150 ft, aszfalt)

## Forgalom
Az utasforgalom az elmúlt években az alábbi módon változott:
| Utasok száma | 9 726 080 | 11 808 247 | 10 833 759 | 11 176 460 | 10 264 327 | 7 025 450 | 3 894 314 | 4 205 478 | 2 029 836 | 4 796 717 |
|              | 1998      | 2001       | 2004       | 2006       | 2009       | 2012      | 2015      | 2017      | 2020      | 2023      |

## Légitársaságok és úticélok
2024-ben a Memphis nemzetközi repülőtérről az alábbi járatok indulnak:

### Személy
| Légitársaság             | Célállomások | Források    |
| ------------------------ | --- | ----------- |
| Allegiant Air            | Fort Lauderdale, Las Vegas, Los Angeles, Orlando/Sanford, St. Petersburg/Clearwater Szezonális: Destin/Fort Walton Beach                                                                                                | [ 1 ]       |
| American Airlines        | Charlotte, Dallas/Fort Worth, Miami, Phoenix–Sky Harbor | [ 2 ]       |
| American Eagle           | Boston, Charlotte, Chicago–O'Hare, Dallas/Fort Worth, Miami, New York–LaGuardia, Philadelphia, Phoenix–Sky Harbor, Washington–National                                                                                  | [ 2 ]       |
| Delta Air Lines          | Atlanta, Detroit, Los Angeles, Minneapolis/St. Paul, Salt Lake City | [ 3 ] [ 4 ] |
| Delta Connection         | Atlanta, Boston, Detroit, Minneapolis/St. Paul, New York–LaGuardia | [ 3 ]       |
| Frontier Airlines        | Denver, Orlando | [ 5 ]       |
| Southern Airways Express | Destin–Executive, El Dorado, Harrison (AR), Hot Springs (AR), Jonesboro Szezonális: Jackson (TN) | [ 6 ]       |
| Southwest Airlines       | Atlanta, Baltimore, Chicago–Midway, Dallas–Love, Denver, Houston–Hobby, Orlando Szezonális: Las Vegas (kezdődik 2024. október 3-tól), Phoenix–Sky Harbor (újrakezdődik 2024. október 3-tól), Tampa, Washington–National | [ 8 ]       |
| Spirit Airlines          | Las Vegas, Orlando Szezonális: Tampa | [ 9 ]       |
| United Airlines          | Chicago–O'Hare, Denver, Houston–Intercontinental, Newark | [ 11 ]      |
| United Express           | Chicago–O'Hare, Denver, Houston–Intercontinental, Newark | [ 11 ]      |

### Cargo
| Légitársaság           | Célállomások | Források      |
| ---------------------- | --- | ------------- |
| Amerijet International | Szezonális: Miami, San Juan |               |
| Atlas Air              | Miami |               |
| DHL Aviation           | Cincinnati, Nashville, New Orleans | [ 12 ]        |
| FedEx                  | Aguadilla, Albany (NY), Albuquerque, Allentown, Anchorage, Appleton, Atlanta, Austin, Baltimore, Billings, Birmingham (AL), Bloomington, Bogotá, Boise, Boston, Buffalo, Burbank, Burlington, Calgary, Campinas, Casper, Cedar Rapids/Iowa City, Charleston (SC), Charlotte, Chattanooga, Chicago–O'Hare, Cincinnati, Cleveland, Köln/Bonn, Colorado Springs, Columbia (SC), Columbus–Rickenbacker, Dallas/Fort Worth, Dayton, Denver, Des Moines, Detroit, Dover, Dubai–International, Edmonton, El Paso, Fargo, Flint, Fort Lauderdale, Fort Myers, Fort Wayne, Fort Worth/Alliance, Fresno, Grand Junction, Grand Rapids, Great Falls, Greensboro (NC), Greenville/Spartanburg, Guadalajara, Harlingen, Harrisburg, Hartford, Honolulu, Houston–Intercontinental, Huntington (WV), Indianapolis, Jacksonville (FL), Kansas City, Knoxville, Lafayette, Laredo, Las Vegas, Liège, London–Stansted, Los Angeles, Louisville, Lubbock, Madison, Manchester (NH), Mexico City/AIFA, Miami, Milwaukee, Minneapolis/St. Paul, Mobile–International, Monterrey, Montréal–Mirabel, Nashville, New Orleans, New York–JFK, Newark, Newburgh, Norfolk, Oakland, Oklahoma City, Omaha, Ontario, Orange County (CA), Orlando, Ottawa, Panama City–Tocumen, Párizs-Charles de Gaulle repülőtér, Peoria, Philadelphia, Phoenix–Sky Harbor, Pittsburgh, Portland (ME), Portland (OR), Providence, Querétaro, Quito, Raleigh/Durham, Reno/Tahoe, Richmond, Roanoke, Rochester (MN), Rochester (NY), Sacramento, Salt Lake City, San Antonio, San Bernardino, San Diego, San Francisco, San Jose (CA), San José–Juan Santamaría, San Juan, Savannah, Seattle/Tacoma, Seoul–Incheon, Shreveport, Sioux Falls, South Bend, Spokane, Springfield (MO), St. Louis, Syracuse, Tallahassee, Tampa, Tijuana, Tokyo–Narita, Toluca/Mexico City, Toronto–Pearson, Tucson, Tulsa, Vancouver, Washington–Dulles, West Palm Beach, Wichita, Winnipeg | [ 13 ] [ 14 ] |
| FedEx Feeder           | Atlanta, Birmingham (AL), Charleston (SC), Charleston (WV), Columbus (GA), Dothan, Evansville, Huntsville, Minneapolis/St. Paul, Monroe, Shreveport, Tallahassee, Thief River Falls, Tulsa |               |
| Kalitta Charters       | Cincinnati |               |
| United Parcel Service  | Chicago–O'Hare, Jackson (MS), Little Rock, Louisville, Miami, Ontario, Roanoke | [ 15 ]        |